# Zions Hill
Zions Hill, onofficieel ook wel Hell's Gate genoemd, is een dorp op het Nederlandse eiland Saba. Het had in 2001 bij de laatste volkstelling 283 inwoners. 
De kern Zions Hill bestaat uit twee delen: Upper Hell's Gate en Lower Hell's Gate. 
Upper Hell's Gate is met een hoogte van 450 meter het hoogst gelegen dorp van het Koninkrijk der Nederlanden. De voor Saba kenmerkende hutten (cottages) zijn hier tegen de bergwand gebouwd, vaak deels op palen. Het dorp telt één kerk, de rooms-katholieke Heilige Rozenkranskerk (Holy Rosary Church) uit 1962.
Lower Hell's Gate ligt op ongeveer 300 meter boven de zeespiegel, en biedt uitzicht over de Caribische Zee. Tot het dorp behoort ook het lager gelegen Flat Point, waar zich het vliegveld Juancho E. Yrausquin Airport bevindt.

## Bekende inwoners
- Mary Gertrude Johnson (1854-1939) introduceerde Saba-kant op het eiland.

## Galerij

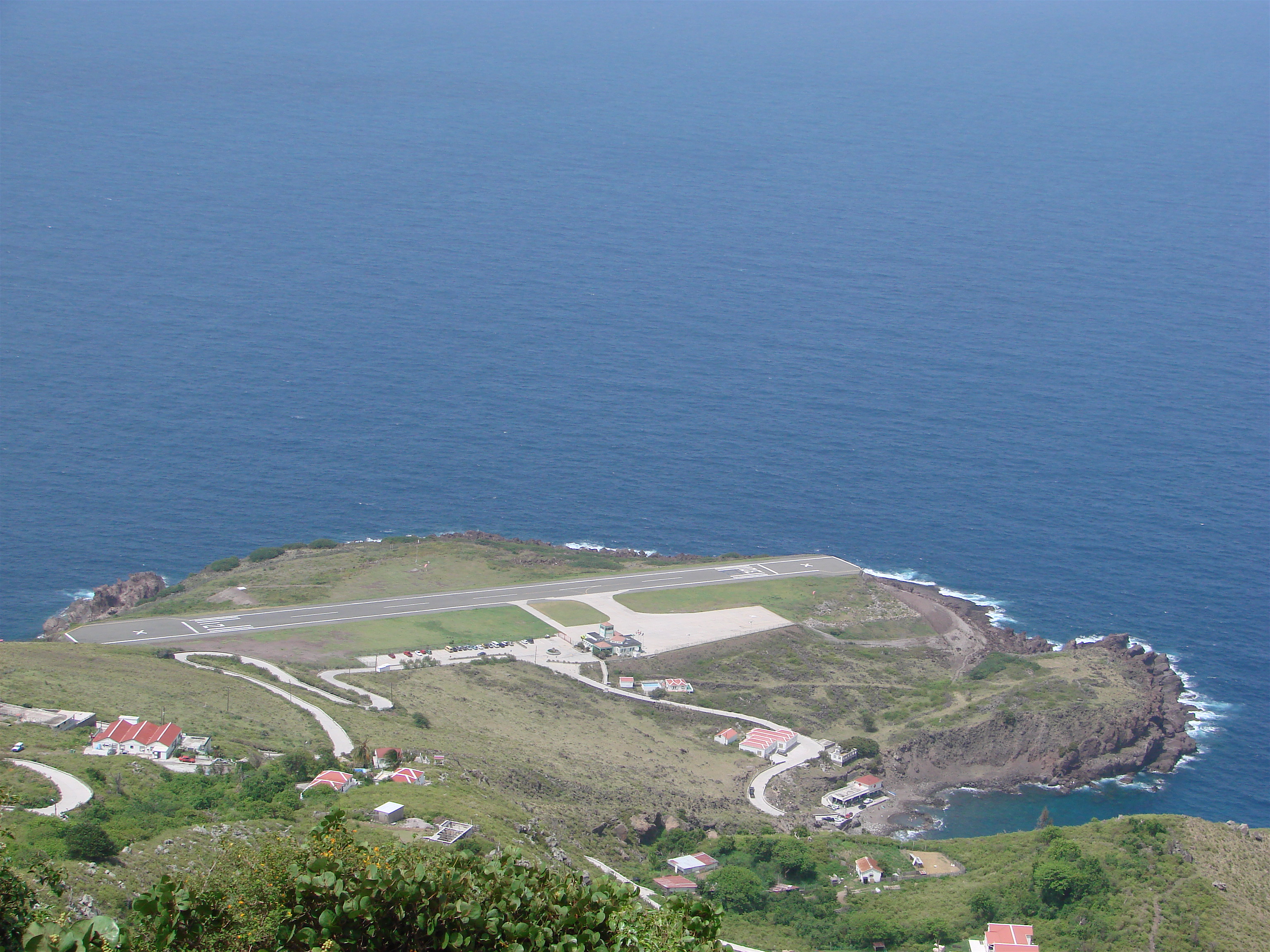
De zeer korte landingsbaan van Juancho E. Yrausquin Airport met Flat Point in Lower Hell's Gate
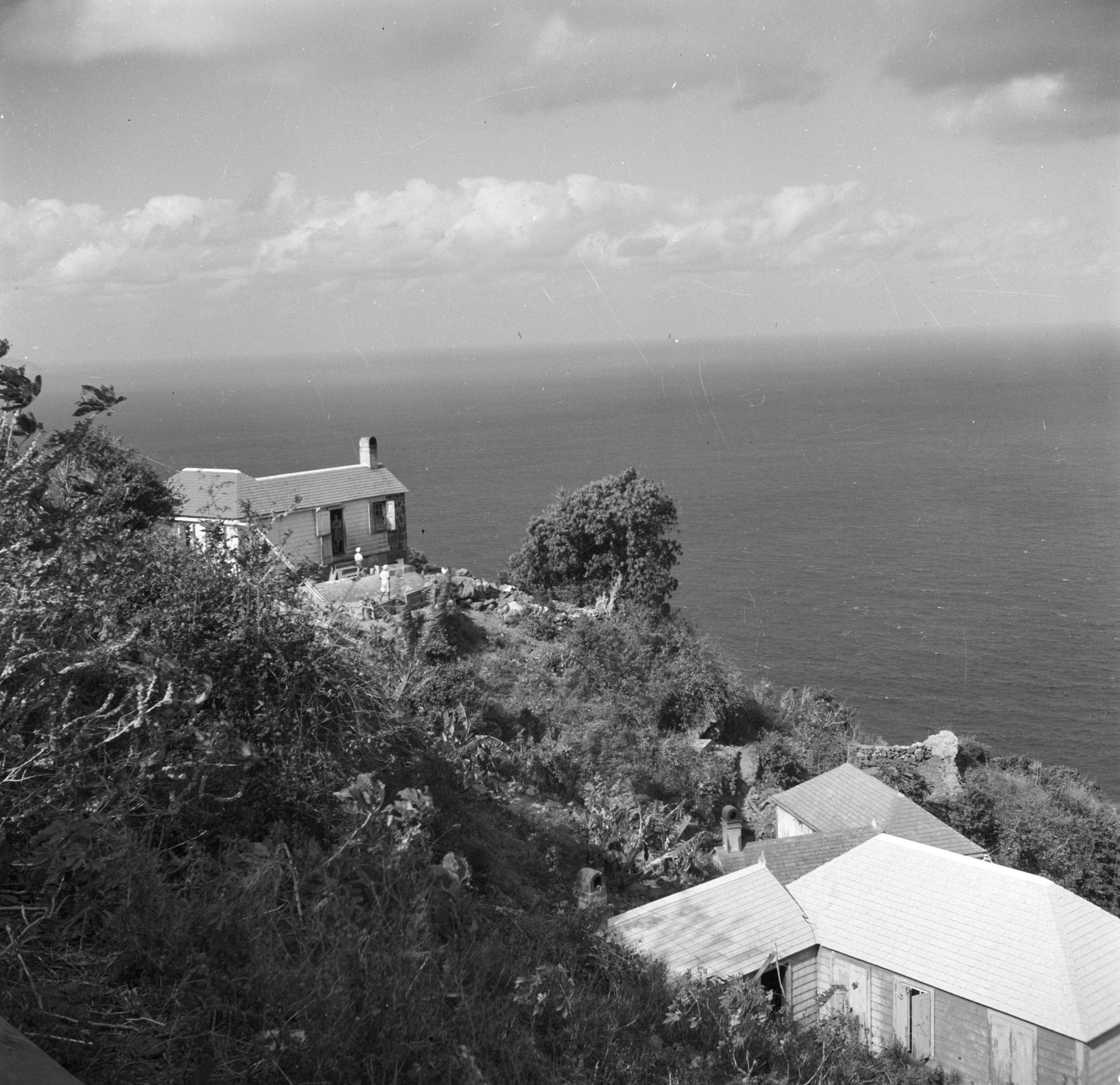
Zions Hill (1947)
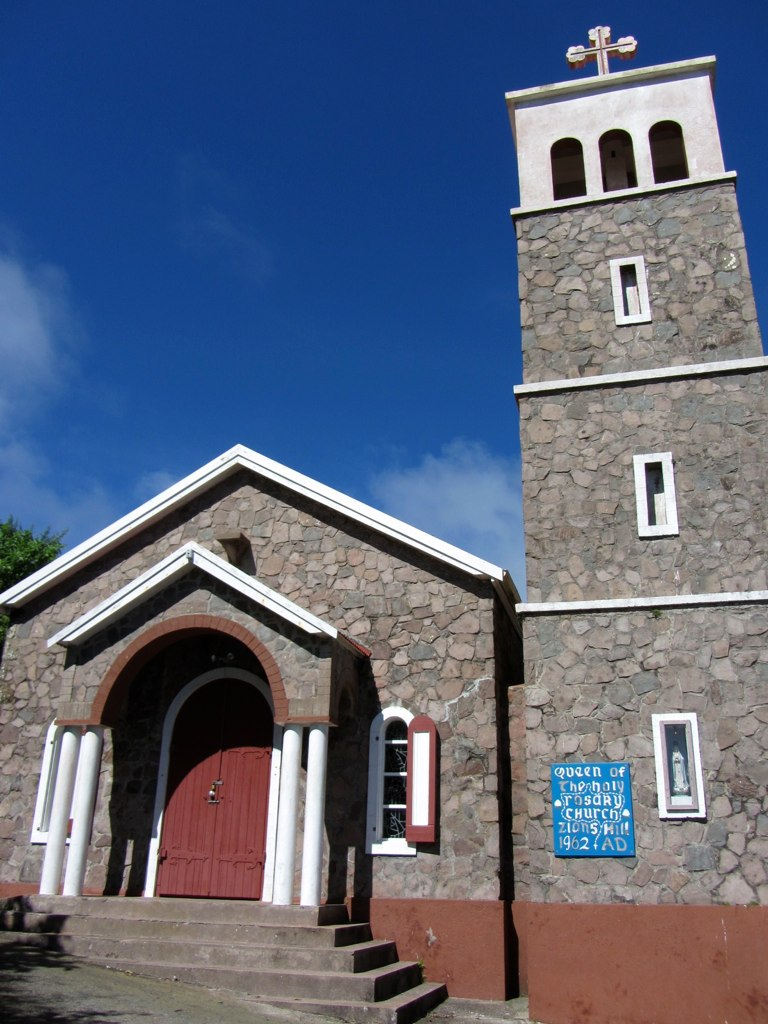
Heilige Rozenkranskerk
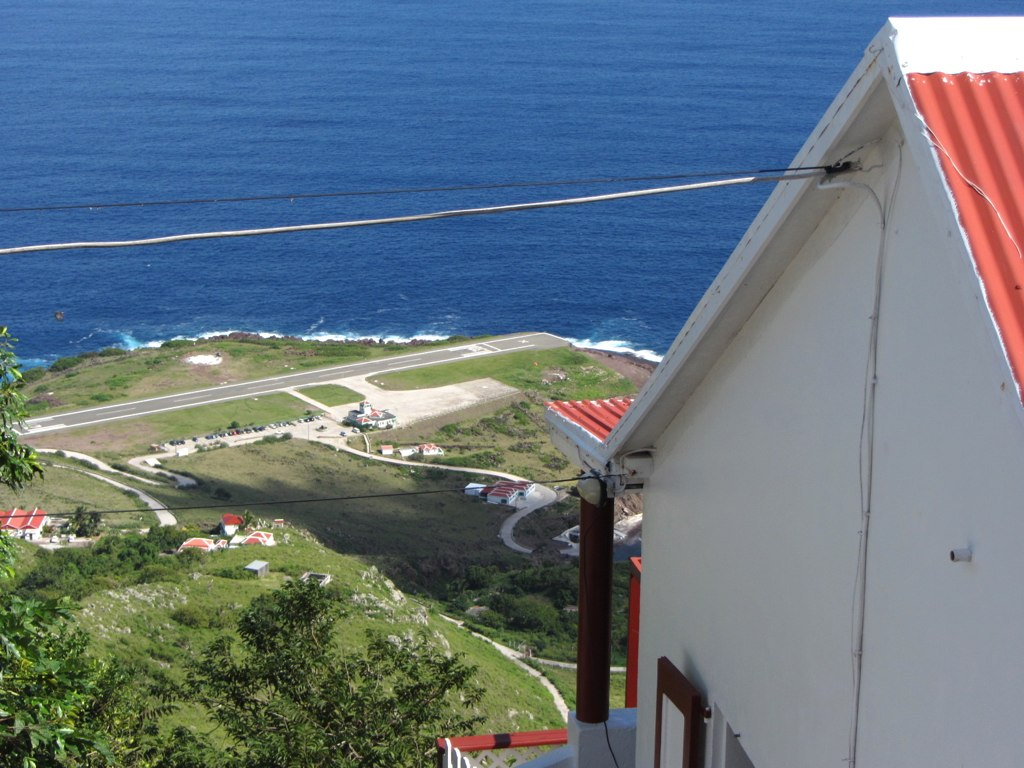
Vliegveld vanaf Zions Hill

St. Johns · 
The Bottom · 
Windwardside · 
Zions Hill